# دونجين ديفيندرز
دونجين ديفيندرز (بالإنجليزية: Dungeon Defenders)‏ هي لعبة من تطوير كروماتيك غيمز من نوعية كشن تقمص الأدوار والدفاع عن البرج، صدرت اللعبة في أواخر عام 2010 وتم بيع ربع مليون نسخة في أول أسبوعين من إطلاقها  وأكثر من 600 ألف نسخة بحلول نهاية 2011.